# Disponere
En disposition eller at disponere er ord som stammer fra latin dis og ponere som betyder at anbringe. 

## Tekst
At disponere en tekst eller et foredrag betyder, at man tilrettelægger og opbygger det på en bestemt måde – at man laver en disposition. Indenfor retorikken bruger man begrebet dispositio med samme betydning. 

## Økonomi
Inden for økonomien bruges begrebet disponere om at at træffe beslutning om noget, eller at råde over noget og bestemme hvordan det skal bruges. 
Disponent er således en jobtitel, som bruges om en person, der leder en (større) afdeling i en forretning eller et firma, ofte inden for handel. Man taler her også om indkøbsdisponenter og salgsdisponenter, som er synonymer for indkøbere og sælgere.
Disponenter er via deres stilling tildelt prokura til at foretage normale handlinger vedrørende indkøb og salg, såsom afgørelser om pris, mængde, leveringsbetingelser og tidspunkt. Det er således disponenter, der træffer beslutning om virksomhedens indtægter og udgifter ved at indgå aftaler med kunder og leverandører.
Man kan også skelne mellem rammedisponering og detaildisponering. I forbindelse med virksomhedens overordnede planlægning udarbejdes der et budget, som fungerer som ramme for de enkelte afdelingers disponering. Afdelingschefer får på denne måde lov til at disponere. Det gør de fortrinsvis gennem deres underordnede, som gennemfører de planlagte handlinger i praksis ved at foretage detaildisponering. På den måde bliver der tale om detaildisponering, når man tænder for lyset i et lokale eller starter en maskine og fremstiller et produkt.